# Семенка, Игорь Васильевич
Игорь Васильевич Семенка (18 января 1957, Львов — 10 января 2011, Будапешт) — советский футболист, нападающий, полузащитник. Мастер спорта СССР.
Воспитанник школы «Локомотив» Львов, тренер Анатолий Петрович Гринкевич. В 1976 году играл за команду КФК «Сокол» Львов. Играл во второй лиге за СКА Львов (1977), «Авангард» Ровно (1978—1979), в первой лиге за «Нистру» Кишинёв (1979). В высшей лиге выступал за «Карпаты» Львов (1980) — 25 матчей, один гол и «Пахтакор» Ташкент (1981—1984) — 69 матчей, четыре гола.
Участник Спартакиады народов СССР 1979 года в составе Молдавской ССР.
В Венгрии играл за сборную ЮГВ. Скончался 10 января 2011 года в Будапеште.